# Pamijen (Sokaraja)
Pamijen is een bestuurslaag in het regentschap Banyumas van de provincie Midden-Java, Indonesië. Pamijen telt 2994 inwoners (volkstelling 2010).